# Ужик, Георгий Викторович
Георгий Викторович Ужик (15 июля 1908 года, Варшава — 16 июля 1964 года, Москва) — советский учёный в области механики.
Доктор технических наук, профессор.

## Биография
Родился в семье почтового служащего, мать была домохозяйкой, подрабатывала стиркой белья. В семье было четверо детей. После начала Первой мировой войны отца перевели в Москву (1914). В 1919 году он умер, мать с детьми переехала в местечко Новый Буг Николаевской области, занимались крестьянским трудом, работали по найму. В 1922 году Георгий вступил в профсоюз и стал работать учеником кочегара на маслобойном заводе. После закрытия завода (1924) работал курьером-уборщиком в районной конторе «Днепробуг». С 1925 года — ученик бухгалтера. В том же году по направлению уехал в Москву и поступил на рабфак. Учился на вечернем отделении, работал чернорабочим на лесоскладе, делопроизводителем в конторе «Югосталь», в управлении Главхлопком. Окончив рабфак (1929), поступил в Московский текстильный институт.
Окончил Текстильный институт (1934), получил направление на работу в Новлубинститут в лабораторию конструирования и испытания машин. В 1935 году был принят в аспирантуру института. Кандидат технических наук (1939), тема диссертации «Теоретическое и экспериментальное исследование условий рационального разрушения стебля».
С 1939 года работал в Институте машиноведения АН СССР, заведующий лабораторией прочности. В годы Великой Отечественной войны вёл важные исследования в области материаловедения.
Вошёл в Первоначальный состав Национального комитета СССР по теоретической и прикладной механике (1956)
Покончил самоубийством.

## Научные интересы
Научные труды по теории упругости и пластичности. Подтвердил эллиптическую зависимость при определении коэффициентов запаса прочности металлов, определил существенное влияние асинфазности на усталостную прочность.